# Фолкерк-Верхний
Железнодорожная станция Фолкерк-Верхний (англ. Falkirk High, скотс Fawkirk High, гэльск. Bràighe na h-Eaglaise Brice) — железнодорожная станция в городе Фолкерк (округ Фолкерк, Шотландия), одна из двух станций, расположенных непосредственно в городе (другая — станция Фолкерк-Грэмстон). Расположена в южной части города, рядом с Юнион-каналом.

## История
Станция была открыта под названием Фолкерк железной дорогой Эдинбург — Глазго 21 февраля 1842 года. В 1903 году станция была переименована в Фолкерк-Верхний", учитывая тот факт, что она была одной из трёх станций на территории города Фолкерк (другие две — Фолкерк-Грэмстон и Камелон на линии Полмонт — Ларберт), а также то, что станция расположена выше основной части города.

## Обслуживаемые направления и маршруты
Станция Фолкерк-Верхний работает все семь дней в неделю;. В часы пик на станции останавливаются восемь поездов в час; четыре в Глазго через Крой и четыре в Эдинбург через Полмонт и Линлитгоу. По вечерам это количество сокращается до  двух поездов в час в каждом направлении.
Время в пути до Эдинбурга варьируется от 27 до 38 минут в зависимости от количества остановок и времени суток; до Глазго время в пути составляет от 18 до 26 минут.
По воскресеньям поезда ходят раз в полчаса в каждом направлении.